# 河内村 (大分県)
河内村（かわちむら）は、大分県西国東郡にあった村。現在の豊後高田市の一部にあたる。

## 地理
国東半島の西部、桂川の流域に位置していた。
- 山岳：華岳、西叡山、応利山[2]

## 歴史
- 1889年（明治22年）4月1日、町村制の施行により、西国東郡森村、佐野村、小田原村が合併して村制施行し、河内村が発足[1][2]。旧村名を継承した森、佐野、小田原の3大字を編成[2]。
- 1951年（昭和26年）4月1日、西国東郡高田町、草地村、西都甲村、東都甲村と合併し高田町が存続して廃止された[1][2]。

## 産業
- 農業[2]